# Akodon affinis
Akodon affinis је врста глодара из породице хрчкова (лат. Cricetidae). 

## Распрострањење
Ареал врсте је ограничен на једну државу. Колумбија је једино познато природно станиште врсте.

## Станиште
Станиште врсте су шуме. 

## Начин живота
Исхрана врсте Akodon affinis вероватно укључује инсекте, биљке и семе.

## Угроженост
Ова врста је наведена као последња брига, јер има широко распрострањење и честа је врста.